# Camponotus icarus
Camponotus icarus är en myrart som beskrevs av Auguste-Henri Forel 1912. Camponotus icarus ingår i släktet hästmyror, och familjen myror. Inga underarter finns listade.